# Федотов, Гавриил Николаевич
Гавриил Николаевич Федотов (1908 — 1989) — русский советский писатель-прозаик, член Союза писателей СССР (с 1953).

## Биография и творчество
Родился в семье рабочего-железнодорожника в г. Елец Орловской губернии (ныне — Липецкой области).
Учился в школе г. Ельца, которую в XIX веке окончил русский писатель и поэт Иван Бунин. Окончил Орловский индустриальный техникум.
До того, как стать писателем, Г. Н. Федотов работал на производстве: на крупных новостройках, техником-конструктором на заводе. Работа среди людей самого различного  склада характера, возраста, разнообразных профессий дала ему как писателю богатый жизненный материал.
С 1939 года жил в Пензе.
С 1947 года Г. Н.Федотов уже полностью посвятил себя писательскому труду. Произведения его публиковались в литературно-художественных альманахах, в журналах, в газетах «Литература и жизнь», «Литературная Россия», входили в коллективные сборники.
В 1950 году в Москве на Всесоюзном конкурсе на короткий рассказ, проводимом журналом «Крестьянка», за рассказ «Счастье матери» Г. Н. Федотову была присуждена премия.

Памятник на могиле Гавриила Федотова

В 1950 году была издана первая книга писателя — сборник рассказов «Счастье матери» (названная по одноименному рассказу). В 1952 году вышел сборник рассказов «Приметы времени». В 1953 году Федотова приняли в члены Союза писателей СССР.
В последующие годы в разных издательствах страны вышли его книги: «Открытые двери», «Друзья» (1956), «Одиннадцать», «Подруги», «Новый человек» (1960), «Бедовая», «Любовь последняя...» (1973), «Близко к сердцу» (1966), «Млечный путь» (1983) и другие.
Ряд книг Федотова массовым тиражом выпускались в крупнейших издательствах Москвы: «Новый человек» — в издательстве «Молодая гвардия», сборник повестей «Любовь последняя...» — в издательстве «Современник», повесть и рассказы «Млечный путь» (1983) — в издательстве «Советская Россия». А в издательстве «Советский писатель» трижды выходил однотомник повестей и рассказов «Близко к сердцу» (1966, 1969, 1978).
Написал более 20 книг.
Скончался 6 ноября 1989 года в г. Пензе на 82-м году жизни.
Похоронен на одной из центральных аллей Новозападного кладбища г. Пензы.

## Награды
За заслуги в области советской  литературы Г. Н. Федотов был награждён следующими государственными наградами:
- орден «Знак Почета».
- Почётная Грамота Президиума Верховного Совета РСФСР.

Мемориальная доска Г. Н. Федотову в Пензе

## Увековечение памяти
В Пензе на жилом доме по улице Володарского, 63, в котором с 1960 года по 1989 года проживал Гавриил Николаевич Федотов, установлена мемориальная доска, посвящённая ему.